# Роблин (Манитоба)
Роблин (енгл. Roblin) је варошица у западном делу канадске провинције Манитоба у географско-статистичкој регији Паркланд. Насеље се налази на раскрсници аутопута 5 и магистрале 83 на око 10 км источно од административне границе са Саскачеваном. На свега пар километара западно од насеља налази се велико вештачко језеро Шелмаут.
Према резултатима пописа становништва из 2011. у варошици су живела 1.774 становника у укупно 910 домаћинства, што је за 6,1% више у односу на 1.672 житеља колико је регистровано
приликом пописа 2006. године.
| 2011. |
| ----- |
| 1.774 |